# Dorvillea moniloceras
Dorvillea moniloceras är en ringmaskart som först beskrevs av Moore 1909.  Dorvillea moniloceras ingår i släktet Dorvillea och familjen Dorvilleidae. Inga underarter finns listade i Catalogue of Life.